# Vandkraft
Ved vandkraft forstås den kraft eller energi, som strømmende og/eller faldende vand udøver. Vandkraft har historisk blandt andet været anvendt i vandmøller til kornmaling og i fabrikker til anden vareforædlingsvirksomhed. Moderne teknologi (det vil sige fra det 20. århundrede) har bevirket, at vandkraft nu anvendes i turbiner til fremstilling af elektricitet i vandkraftværker. Endvidere har man udviklet måder at anvende andre former for vandkraft så som bølgeenergi, tidevandsenergi og saltkraft (ved blanding af ferskvand og saltvand)

## Eksterne links
- Scientists 'Tantalised' by Draining Every Hydropower Dam in The US For Solar Panels. ScienceAlert 2019